# Lorne (Victoria)
Lorne ist ein Badeort an der Great Ocean Road im Surf Coast Shire des australischen Bundesstaats Victoria.

## Geografische Lage

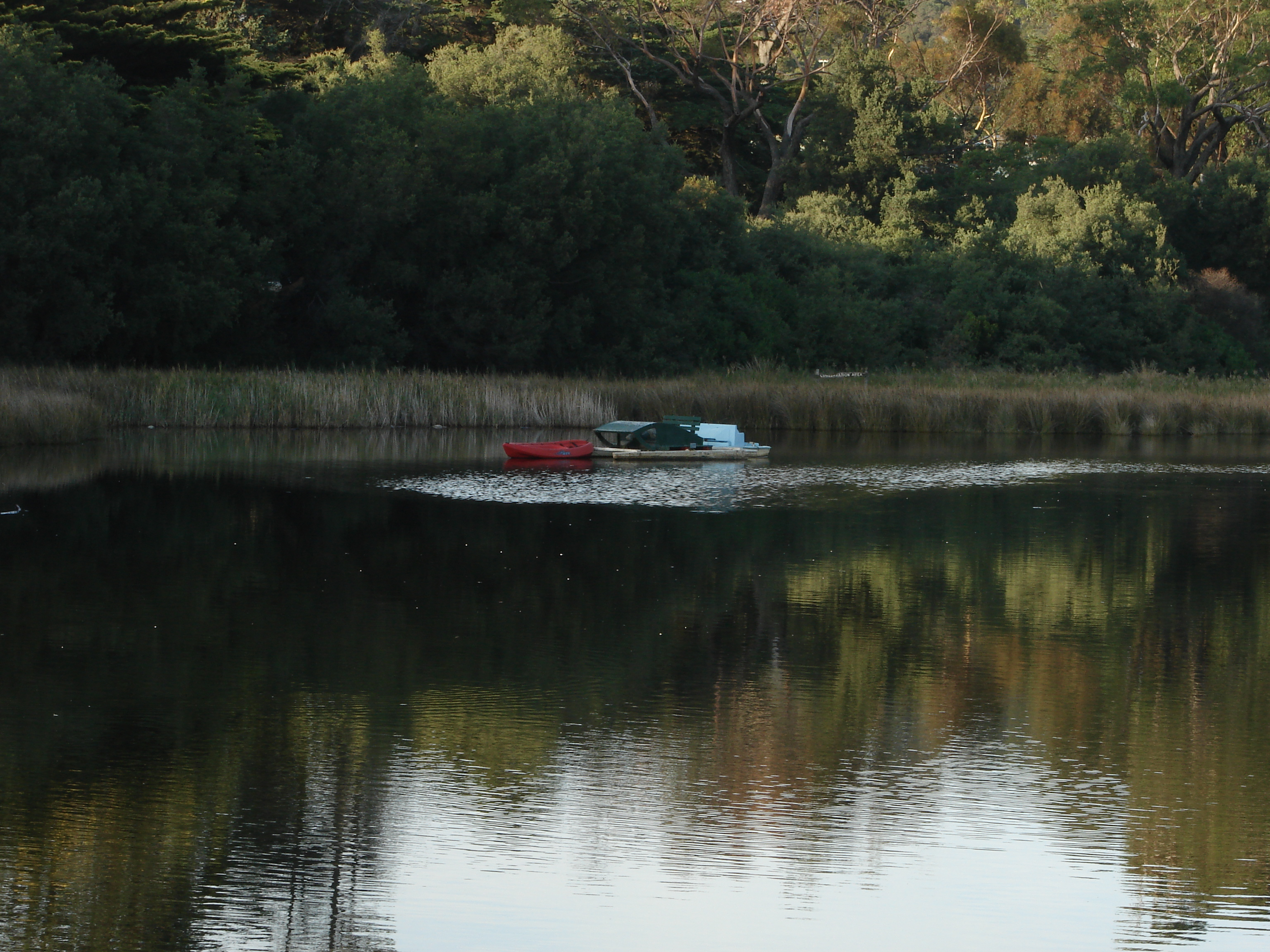
Am Erskine River

Der Ort liegt 140 km südwestlich von Melbourne an der Mündung des Erskine River und an der Loutit Bay. Die dicht bewaldeten Abhänge der Otway Ranges reichen bis in den Ort hinein.

## Bevölkerung
Der Ort zählte im Jahr 2016 1026 Einwohner. An Ferientagen wird diese Zahl durch die Anzahl der Gäste um ein Mehrfaches übertroffen. Zum Jahreswechsel beherbergt der Ort rund 13.000 Gäste. Am darauf folgenden Wochenende, wenn der große Pier-to-Pub-Schwimmwettbewerb stattfindet, steigt diese Zahl sogar auf 20.000 Besucher.

## Geschichte
Vor der Besiedlung durch europäische Einwanderer war das Gebiet für mehr als 40.000 Jahre vom nomadischen Aborigine-Volk der Gadubanud besiedelt. Die Bucht, an der Lorne liegt, ist nach Kapitän Loutit benannt, der hier im Jahre 1841 ankerte, als er mit seiner Schiffsbesatzung die Ladung eines in der Nähe gescheiterten Wracks barg. 1846 wurde die Küste kartographisch vermessen. Wenige Jahre später begann, zunächst in geringem Umfang, die landwirtschaftliche Nutzung des Gebiets.
Der erste Siedler europäischer Herkunft war William Lindsay, ein Holzfäller, der 1849 begann, das Gebiet zu roden. 1859 wurde der Ort an den Telegrafen angeschlossen. 1868 errichteten die Brüder Mountjoy ein einfaches Gasthaus, um das sich nach und nach weitere Siedlerhäuser gruppierten. Später wurde daraus das Erskine House Guesthouse. Das Gebäude beherbergte zeitweilig auch die kirchlichen Räumlichkeiten und das Post- und Telegrafenbüro. 1869 begann die Parzellierung. 1871 wurde der Ort nach dem Marquis von Lorne in Argyleshire in Schottland benannt, anlässlich seiner Hochzeit mit einer der Töchter von Königin Victoria.
Um 1879 zählte der Ort 150 Einwohner. In dieser Zeit wurden die erste Pier, die staatliche Schule und das Grand Pacific Hotel, das erste Badehotel Victorias, errichtet. Die Gäste kamen entweder per Schiff oder per Bahn und Kutsche. Die Kutschen der Mountjoy and Cobb & Co. benötigten ab dem knapp 50 Straßenkilometer nördlich gelegenen Bahnhof von Winchelsea sechs Stunden bis Lorne. 1891 nahmen die Besucherzahlen weiter zu, als die Bahnlinie bis zum 25 km nordwestlich gelegenen Deans Marsh verlängert wurde.
In diesem Jahr besuchte Rudyard Kipling den Ort. In seinem Gedicht Flowers fand dieser Besuch in folgenden Versen seinen Niederschlag:

“Buy a frond of fern, - Gathered where the Erskine leaps - Down the road to Lorne”

„Kauf einen Fächer vom Farn – gepflückt an den Fällen des Erskine – an der Straße hinunter nach Lorne“

1922 erreichte die Great Ocean Road Lorne und verlieh dem Ort weiteren Aufschwung. Nach 1930 wurden eine Reihe weiterer Gasthäuser errichtet. In den 1930er und 1940er Jahren blühte eine örtliche Fischereiindustrie auf, die jedoch in den 1980er Jahren ihren Niedergang fand.
Im Februar 1983 fegten die verheerenden Buschfeuer des Ash Wednesday durch die Otway Ranges. Sie zerstörten in Lorne 76 Häuser.

## Tourismus
Der südliche Ende des rund 1,5 km langen Sandstrandes ist familienfreundlich, während der Nordteil bei Surfern beliebt ist. Auf der Pier versammeln sich die Angler, die dem Barrakuda, dem Whiting und dem Trevally nachstellen. Südlich des kleinen Kaps, das den Ort und Loutit Bay abschließt, bietet Teddy's Lookout einen schönen Blick über die Stadt und die Küste.
Der bis in den Ort reichende Regenwald der Otway Ranges bietet lohnende Wanderungen, insbesondere lohnt sich ein Abstecher zu den nahe gelegenen Erskine Falls.

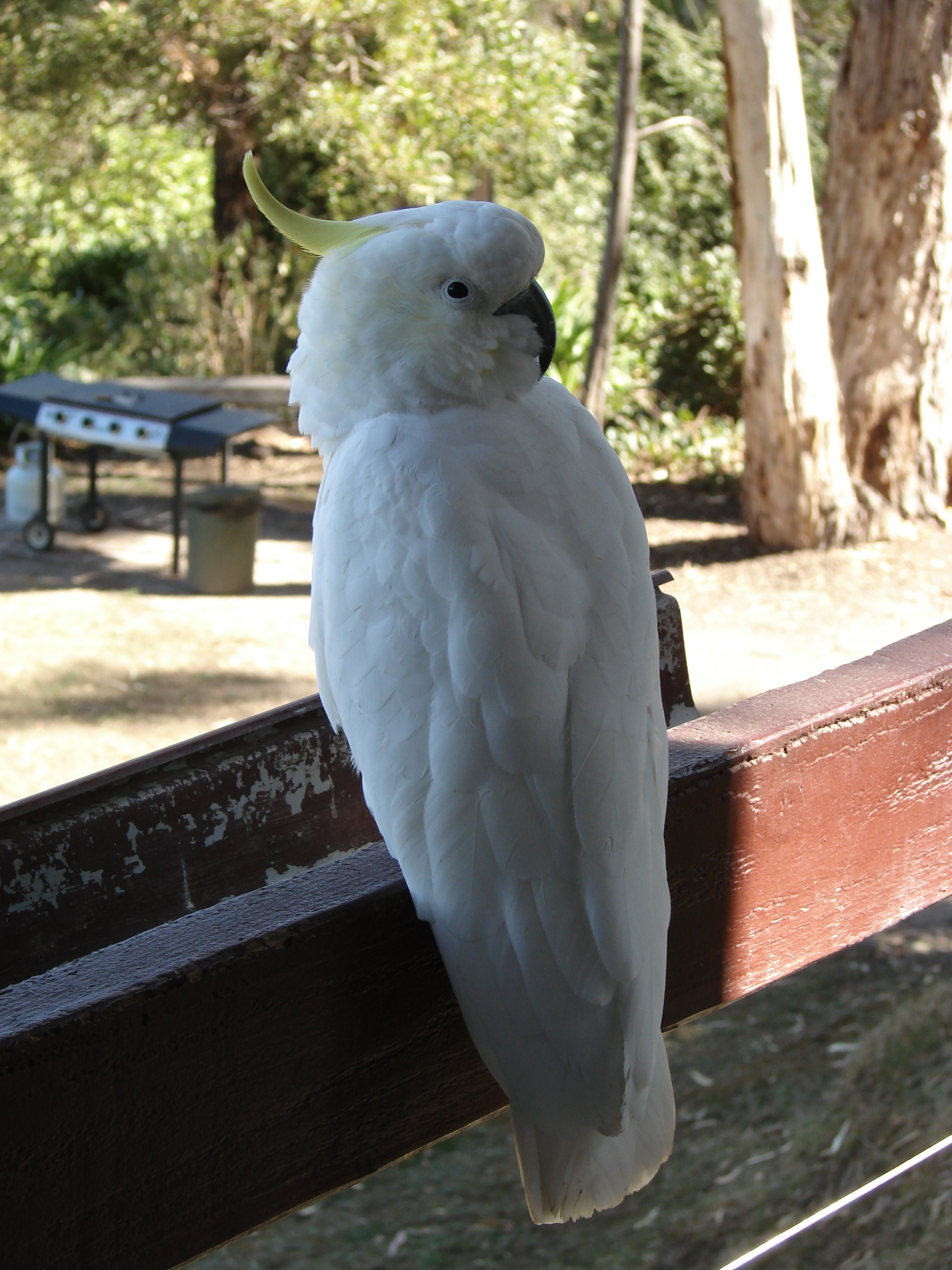
Gelbhaubenkakadu

Die Baumkronen im Ort sind bevölkert von einer Horde großer, lärmender Gelbhaubenkakadus, die die Nähe des Menschen nicht scheuen. Auch kleinere und seltenere Papageien sowie Koalas kann man mit etwas Glück in den Baumkronen beobachten.
Im November, wenn die High-School-Absolventen mit der Schoolies Week ihren erfolgreichen Abschluss feiern, ist Lorne ein beliebtes Ziel dieser Jugendlichen. Am ersten Wochenende im Januar treffen sich 4.000 Wettkämpfer und 20.000 Zuschauer zum 1,2 km langen Pier to Pub-Schwimmen, dem größten Schwimmwettbewerb der Welt. Einer der Sieger dieses Rennens war Kieren Perkins, olympischer Goldmedaillen-Gewinner und ehemaliger Weltrekordhalter über 1500 m Freistilschwimmen.

## Museen
Das Lorne Historical Museum, geöffnet sonntags von 13 bis 16 Uhr, dokumentiert den Bau der Great Ocean Road. Die QD05 Contemporary Art Gallery, geöffnet täglich außer Mittwoch von 10 bis 17 Uhr, zeigt zeitgenössische Kunst und einen Skulpturengarten.